# Иванова, Татьяна Ивановна
Татья́на Ива́новна Ивано́ва (род. 16 февраля 1991, Чусовой, Пермская область) — российская саночница. Серебряный призёр зимних Олимпийских игр 2014 года в эстафете, бронзовый призёр Олимпийских игр в Пекине 2022 года. Чемпионка мира 2019 года в командных соревнованиях. Восьмикратная чемпионка Европы, обладательница пяти серебряных и двух бронзовых медалей мирового первенства, вице-чемпионка Кубка мира 2015/16 и 2019/20, бронзовый призёр Кубка мира 2016/17. Выступает за Пермский край. Заслуженный мастер спорта России (2012).

## Биография

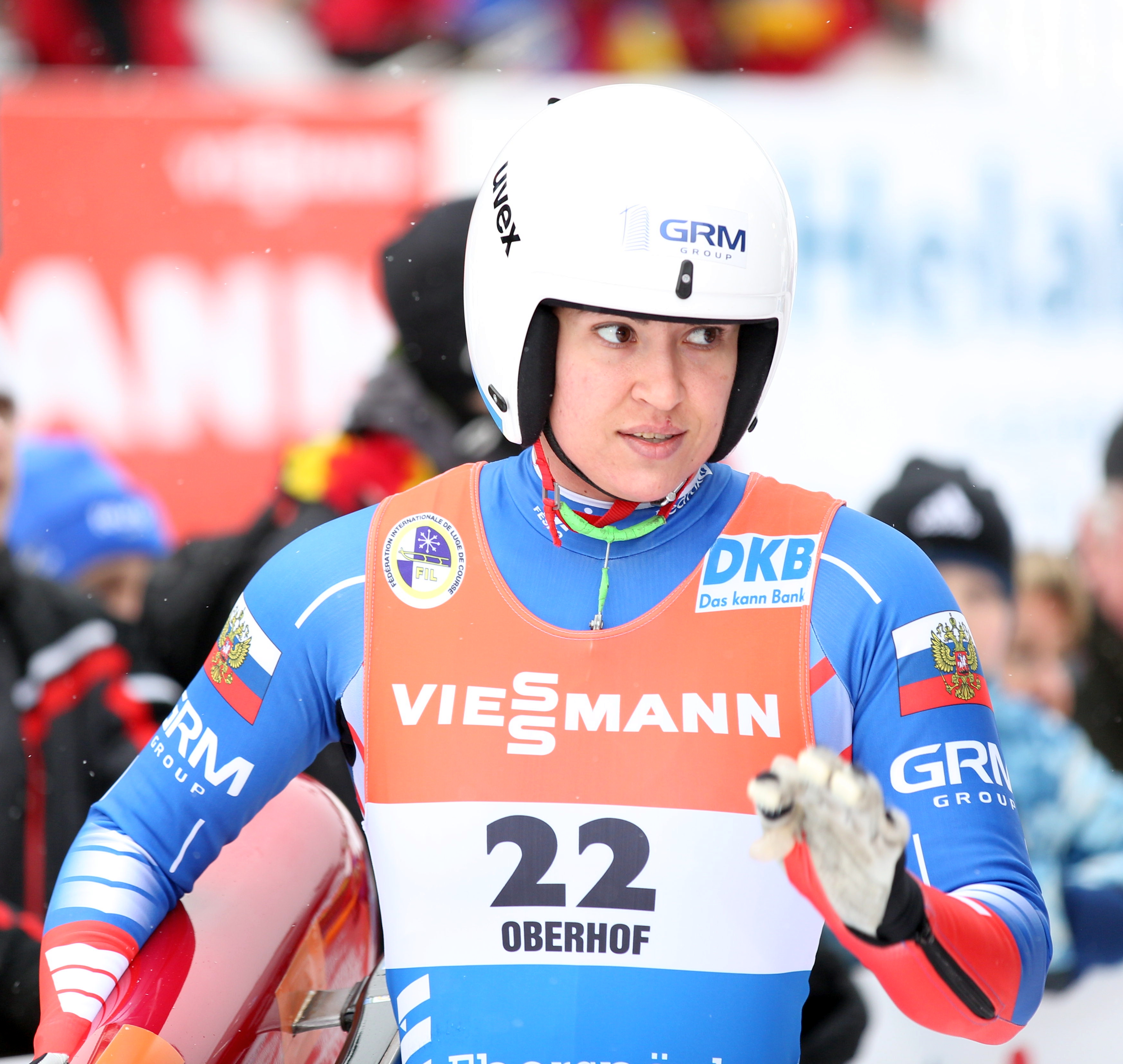
2017 год

Татьяна Иванова родилась 16 февраля 1991 года в городе Чусовой, Пермская область, в семье саночника Ивана Васильевича Иванова, ныне тренера молодёжной сборной России. Мать уже в пятилетнем возрасте записала её в местную детско-юношескую школу олимпийского резерва «Огонёк» и с тех пор следила за всеми выступлениями: «Как дочери не повезёт — тихонько поплачет, но быстро отойдёт. Как случится удача — сразу звонит домой». До 12 лет Татьяна занималась горнолыжным спортом, а затем — по настоянию отца — перешла на сани.
В сезоне 2007/08 молодая спортсменка дебютировала на юниорском Кубке мира и заняла в общем зачёте пятое место, причём на заключительном этапе в канадском Калгари завоевала бронзовую медаль. Следующий сезон провела не менее успешно, поднялась до одиннадцатой позиции в общем зачёте Кубка вызова, впервые поучаствовала в заездах взрослого Кубка мира, расположившись в мировом рейтинге сильнейших саночниц на семнадцатой строке.
На молодёжном чемпионате мира 2009 года в японском Нагано Иванова финишировала шестой и получила бронзовую награду за участие в эстафете, тогда как на этапах Кубка мира дважды попала в десятку, окончив сезон на шестнадцатом месте общего зачёта. На чемпионате Европы 2010 года в латвийской Сигулде сенсационно завоевала золотую медаль в женском одиночном разряде, обогнав фавориток Коринну Мартини и Нину Райтмайер. Это «золото» стало для отечественной команды по санному спорту первым с 1974 года, когда той же награды удостоилась советская саночница Вера Зозуля, кроме того, впервые за шестнадцать лет победу на европейском первенстве одержала не немка — начиная с 1994 года лидерство удерживали исключительно представительницы сборной Германии.
Благодаря этой победе Иванова окончательно закрепилась в основном составе команды, и, пройдя квалификацию, отправилась защищать честь страны на зимних Олимпийских играх в Ванкувере. Спортивная общественность относилась к российским саночницам со скептицизмом, победу на чемпионате Европы журналисты считали случайной, поскольку в тех соревнованиях не принимали участия сильнейшие в мире немецкие спортсменки Татьяна Хюфнер, Натали Гайзенбергер и Анке Вишневски — именно им журналисты сулили места на пьедестале. Тем не менее, Иванова выступила очень достойно, до самого конца боролась за медали и немного не дотянула до третьей позиции (от «бронзы» её отделяли всего лишь 0,08 секунды). 5 марта президент Дмитрий Медведев издал указ «О поощрении» ряда спортсменов, в том числе Ивановой, за заслуги в развитии физической культуры и спорта, а также за высокие спортивные достижения на XXI Олимпиаде.

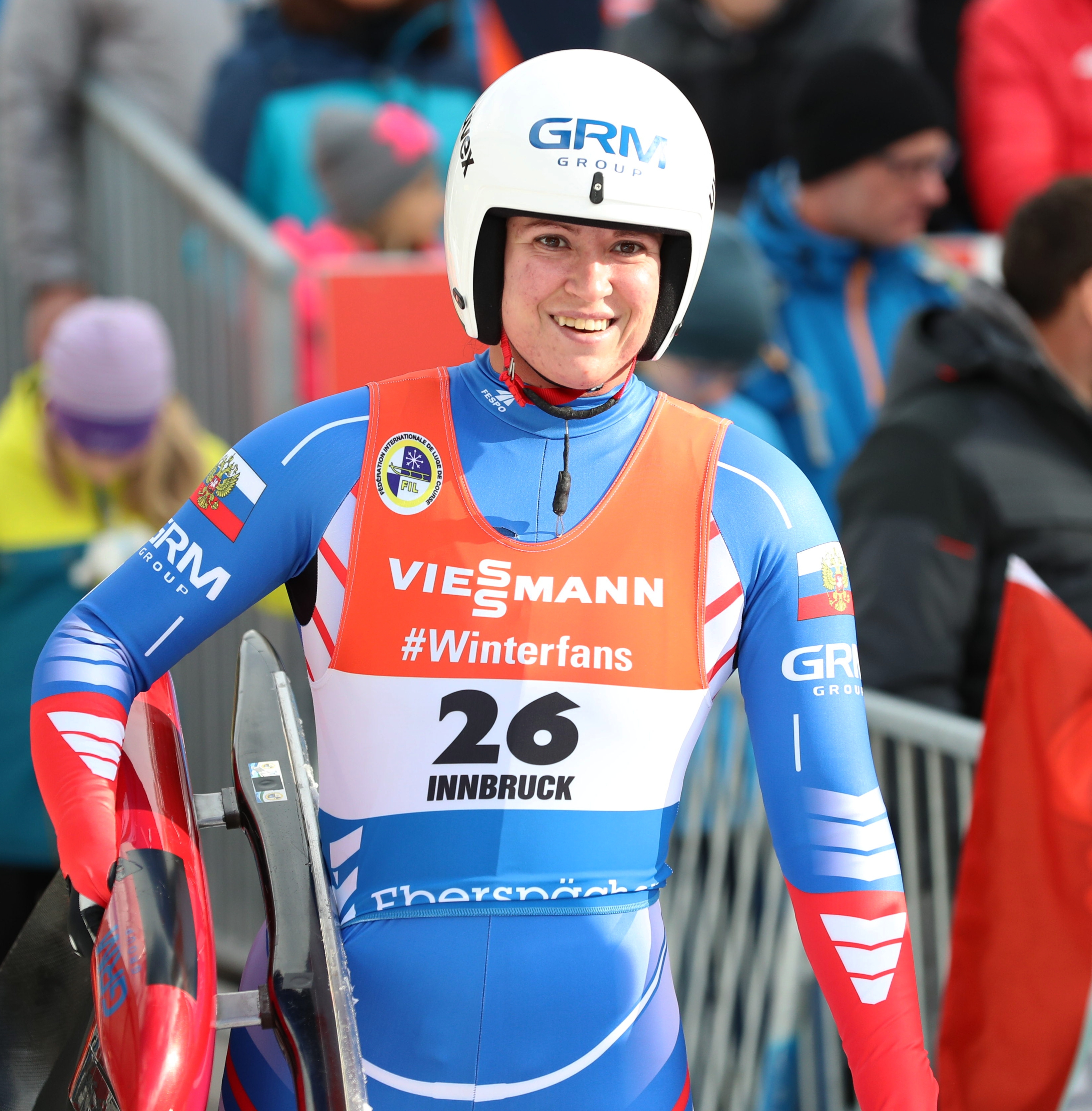
2018 год

Сезон 2010/11 окончила на шестом месте в рейтинге сильнейших саночниц мира, однако на мировом первенстве в итальянской Чезане финишировала только одиннадцатой. 2012 год стал самым успешным в карьере Татьяны Ивановой, на домашней трассе в Парамоново она завоевала сразу две золотые медали: в женском одиночном разряде и среди смешанных команд. Альберт Демченко на пресс-конференции отметил, что победа в эстафете в основном была одержана благодаря Ивановой: «Таня буквально вывезла всю команду на верхнюю ступень пьедестала! Она создала очень хороший задел на первом этапе, а мне и Владиславу с Владимиром оставалось просто поддерживать этот результат». И так как данные соревнования также были одним из этапов Кубка мира, Иванова получила в придачу кубковое золото, первое для отечественной команды за последние 23 года — ранее это достижение покорилось лишь в 1989 году Юлии Антиповой. На чемпионате мира в немецком Альтенберге взяла «серебро» в двух дисциплинах, тогда как кубковый сезон завершила на седьмом месте общего зачёта. При этом некоторое время выступала с травмой, полученной на этапе Кубка мира в Оберхофе — врачи диагностировали осколочный перелом пальца, и на восстановление потребовалось затратить около трёх недель.
В мае 2012 года стала лауреаткой национальной премии в области развития санного спорта и натурбана «Золотые сани», победив в категории «Лучший спортсмен» и от президента федерации Леонида Гарта получила в подарок внедорожник Toyota RAV4. В ноябре вновь одержала победу на Кубке России, впервые проходившем на олимпийской трассе в Сочи.

## Наложение и отмена дисквалификации
22 декабря 2017 года решением Международного олимпийского комитета за нарушение антидопинговых правил лишена серебряной медали Олимпийских игр 2014 года в Сочи и пожизненно отстранена от участия в Олимпийских играх. Спортсменкой была подана апелляция, и 1 февраля 2018 г. решением Спортивного арбитражного суда она была полностью удовлетворена. Следствием стало признание отсутствия нарушения антидопинговых правил и отмена пожизненной дисквалификации. Результаты выступления на Олимпийских играх в Сочи были полностью восстановлены.

## Награды
- Медаль ордена «За заслуги перед Отечеством» I степени (24 февраля 2014) — за большой вклад в развитие физической культуры и спорта, высокие спортивные достижения на XXII Олимпийских зимних играх 2014 года в городе Сочи[15][16]
- Медаль ордена «За заслуги перед Отечеством» II степени (2022) — за высокие спортивные достижения, волю к победе, стойкость и целеустремлённость, проявленные на XXIV Олимпийских зимних играх 2022 года в городе Пекине (Китайская Народная Республика)[17]

## Увлечения
Татьяна Иванова увлекалась вышиванием бисером.